# René Gaston-Lagorre
René Gaston-Lagorre est un peintre français né à New York le 15 août 1913 et mort le 21 février 2004 à Paris.

## Biographie
Né de parents ariégeois émigrés aux États-Unis, son père était chef cuisinier dans un hôtel comme beaucoup de français du canton d'Oust. La famille est revenue en France en 1924.
Il fut élève à l'École des beaux-arts de Toulouse, où il obtient le Grand Prix de la ville en 1935, puis de Paris, où il est également primé. Il expose au Salon d'automne et à celui des Indépendants à partir de 1954. Il s'est beaucoup inspiré de ses amis et des courants artistiques de son époque (Matisse, Picasso, Gauguin...). Il répond, au début de sa carrière, à des commandes de fresques et tableaux religieux et laïques, dont certaines sont aujourd'hui inscrites au titre des monuments historiques.
De renommée internationale, ce peintre qui exposa dans de nombreuses capitales mondiales est bien connu dans le Couserans. Il avait son atelier à Paris mais séjournait chaque année dans ce territoire de l'Ariège qui lui inspira de nombreuses peintures à l'huile ou dessins à la gouache. Comme peintre figuratif, ses tableaux étaient traités avec des couleurs vives avec comme thèmes de prédilection des scènes de la vie quotidienne (montreurs d'ours, bergers, chasseurs...), des visages et campements de gitans, des paysages (de l'Ariège, d'Afrique du Nord, d'Espagne...), des personnages de romans (Don Quichotte, Mowgli...).
Vers la fin de sa carrière il s'est orienté vers l'art abstrait sur petits formats avec la série des Z, traduction sur toile de l'éphémère (Z comme l'éclair). En dehors de ses tableaux, on peut admirer également le talent de René Lagorre dans de grandes fresques murales dans la Haute-Garonne, comme à Saint-Laurent sur Save  et à la mairie de l'Isle-en-Dodon avec “ Les quatre saisons ”.
La commune de Seix conserve une collection d'œuvres de l'artiste qui sont régulièrement exposées au public. L'exposition Estivales de Lagorre a lieu tous les étés depuis 2009.